# Калуґерівський монастир (Болгарія)
Калуґерівський монастир — монастир в Пазарджицькому духовному районі Пловдивської єпархії Православної церкви Болгарії.

## Розташування
Розташований приблизно за 2 км від пазарджицького села Калугерово (громада Лесичово) на південних пагорбах Середньої гори вздовж річки Топольниця, безпосередньо біля підніжжя Середньої Гори і початку верхньофракійської низовини. Монастир діючий, з єдиним ченцем. Храмове свято — 6 грудня.

## Історія
Сліди поселень на цьому місці виявлені ще з часів Римської імперії — мармурові римські саркофаги та римські монети.
За деякими даними, монастир ще існував під час хрестових походів (XI—XIII ст.), а в 1419 році був зруйнований турками, але пізніше був відновлений. Уперше згадується в рукописі 1693 р. У XVII і XVIII ст. Калуґерівський монастир був центром літературної діяльності.
У монастирі переховувався Василь Левський. Пізніше монастирське братство на чолі з ігуменом ієромонахом Кирилом Слеповим брало активну участь у підготовці квітневого повстання (1876). 11 і 12 лютого тут відбувалося засідання революціонерів на чолі з Георгі Бенковським. Під час повстання монастир був спалений турками. У 1906—1908 рр. був відбудований. В монастирі є мармурова плита з часів римського імператора Юліана (361—363) і кілька мармурових плит з ХІХ ст. і початку ХХ ст. з написами болгарською мовою.

## Опис
Церква "Св. Ніколи "є високою однонавною, однопрохідною базилікою з вежею – дзвіницею над вхідними західними воротами. Головний камінь храму був закладений в 1898 році, але на цьому місці люди продовжували запалювати свічки після звільнення від османського правління, на руїнах старої монастирської церкви. 

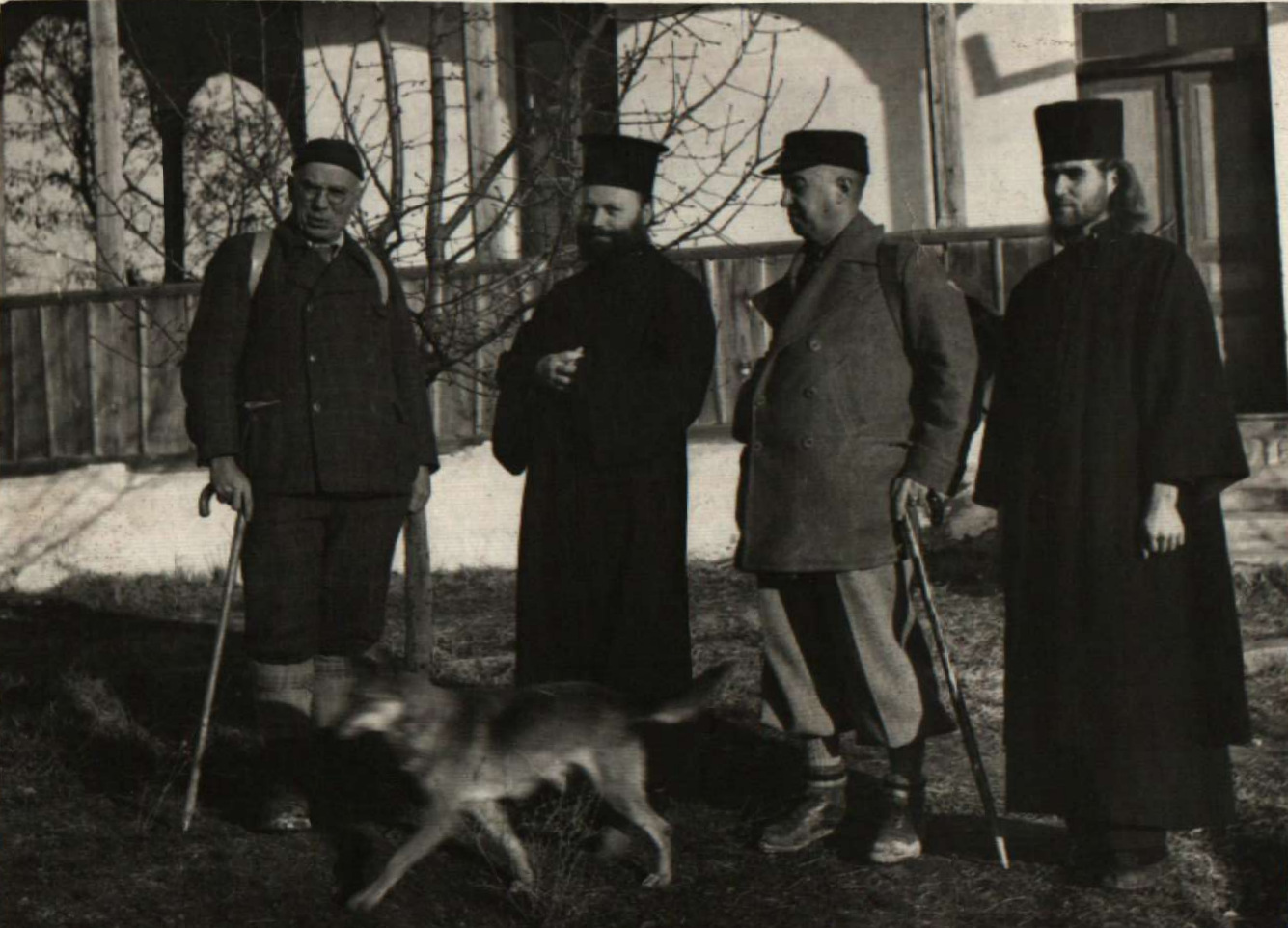
Павло Делірадев (ліворуч) з ченцями в Калуґерівському монастирі, 1939